# Gustav Hermann Christian Meerwarth
Gustav Hermann Christian Meerwarth (russifié en Alexandre Mikhaïlovitch Meerwart, Александр Михайлович Мерварт), né en 1884 à Mannheim et mort au Goulag à Oukhta le 23 mai 1932, est un ethnographe et orientaliste germano-russe qui travailla en Russie impériale, puis en Russie bochévique et en Russie soviétique. Ce fut le premier spécialiste des langues dravidiennes en Russie.

## Carrière
Il termine l'université de Heidelberg en 1907, puis devient doctor philosophiæ en histoire. En octobre 1911, il est en Russie, où il enseigne l'allemand au lycée de garçons des Jagdfeld de Saint-Pétersbourg. Il y fait la connaissance de sa future épouse Ludmilla Levina (1888-1965), fille du doyen de l'Académie de médecine militaire et orientaliste. Il se convertit à l'orthodoxie prenant le nom d'Alexandre, puis devient sujet de l'Empire. En 1913, il est engagé comme chef du département indien de la Kunstkamera.
Au printemps 1914, les époux Meerwarth partent en expédition pour Ceylan et les Indes, dans le but de rapporter des objets de collection pour le département sud-asiatique de la Kunstkamera de Saint-Pétersbourg. Meerwarth y apprend le pali et le tamoul. Au Kérala, il rassemble des matériaux à propos du théâtre Kathakali. Ils veulent retourner dans la Russie post-révolutionnaire en 1918, mais ne peuvent regagner Pétrograd (ex Saint-Pétersbourg) à cause de la guerre civile et se retrouvent pendant six ans dans l'Extrême-Orient russe.
De retour à Léningrad (ex Pétrograd) en 1924, Meerwarth se consacre à ses travaux scientifiques, en tant que conservateur à la Kunstkamera, et à l'enseignement à l'université de Léningrad, où il est le premier à y enseigner le tamoul. Mais l'Affaire de l'Académie éclate en 1929 qui provoque en pleine répression stalinienne l'arrestation de nombreux savants et l'exécution de quelques-uns. Lui-même est arrêté en décembre 1929 sous l'accusation d'espionnage au profit de l'Allemagne. Il est condamné à cinq ans de camp de travail. Il meurt en 1932 au camp d'Oukhta de la Petchora.

## Quelques publications
- (ru) Meerwarth А. М., Грамматика тамильского разговорного языка. [Grammaire de la langue parlée tamoule] — Léningrad, 1932.
- (ru) Meerwarth А. М., Достижения и проблемы индийской этнографии [Résultats et problèmes de l'ethnographie indienne] // Ethnographie. — Moscou, 1927. — Т. 3, № 1. — pp. 123—126.
- (ru) Meerwarth А. М., Музейное дело в Индии [La Muséologie en Inde] // Известия ГАИМК. — Léningrad, 1927. — Т. 5. — pp. 139—156.
- (ru) Meerwarth А. М., Отдел Индии: Краткий путеводитель по Музею антропологии и этнографии. [Le département indien: petit guide du musée d'anthropologie et d'ethnographie]. — Léningrad, 1927. — 96 pages.
- (ru) Meerwarth А. М., Роль музеев в культуре современной Индии [Le Rôle des musées dans la culture contemporaine en Inde] // Le Travailleur scientifique. — 1926. — № 2. — pp. 84—96.
- (ru) Meerwarth А. М., Сюжет Сакунталы в малабарской народной драме [Le Sujet du Sakountala dans le drame populaire de Malabar] // Bulletins orientaux. — Léningrad, 1927. — Т. 1. — pp. 117—130.
- (ru) Meerwarth А. М., Элемент народного творчества в классической драме древней Индии [Élément d'art populaire dans le drame classique de l'Inde antique]// Annales du musée d'anthropologie et d'ethnographie. — 1928. — Т. 7. — pp. 267—282.
- (ru) Meerwarth A. M. et Meerwarth L. A., В глуши Цейлона: (Путевые заметки участников экспедиции Академии наук в Индию и на Цейлон в 1914—1918 гг.) [Dans les profondeurs de Ceylan : comptes rendus de voyage des participants à l'expédition de l'Académie des sciences en Inde et à Ceylan en 1914-1918]. — Léningrad, 1929.
- (ru) Меrwarth А. М. et Meerwarth L. А., Отчёт об этнографической экспедиции в Индию в 1914—1918 [Rapport de l'expédition ethnographique en Inde en 1914-1918] — Léningrad, 1927. — 24 pages.
- (en) Meerwarth A. M., The Dramas of Bhasa: A Literary Study // Journal de la Procure de la Société asiatique du Bengale (NS). — 1917. — Т. 13. — № 5. — pp. 261—280.
- (en) Meerwarth A. M., The History of the Intervocalic Stops in the Dravidian Languages // Dossiers de l'Académie des sciences d'URSS: série В. — 1928. — № 7. — pp. 142—149.
- (fr) Meerwarth A. M., Les Kathakalis du Malabar // Journal Asiatique. — 1926. — pp. 198—284

## Source
- (ru) Cet article est partiellement ou en totalité issu de l’article de Wikipédia en russe intitulé « Мерварт, Александр Михайлович » (voir la liste des auteurs).